# 中央军委政治工作部组织局
中央军委政治工作部组织局，位于北京市，是中央军委政治工作部下属局，负责全军组织工作。

## 沿革
1950年4月15日，中央人民政府人民革命军事委员会总政治部重新设立，下属机构总政组织部一并设立，全称为中央人民政府人民革命军事委员会总政治部组织部。
1954年10月11日，总政治部正式改称中国人民解放军总政治部，下属组织部称中国人民解放军总政治部组织部。
根据1956年底中央军委做出的裁减军队数量、提高质量的决定的精神，1957年至1958年，中央军委先后撤销中国人民解放军总干部部、中国人民解放军武装力量监察部等部门，将干部工作及政治监察工作划归中国人民解放军总政治部，总政治部青年部和组织部合并为新的中国人民解放军总政治部组织部，总政治部文化部和宣传部合并为新的中国人民解放军总政治部宣传部，经过此番调整，总政治部下辖机构为9个部门：组织部、干部部、宣传部、保卫部、联络部、群众工作部、军事检察院、军事法院、秘书长系统。
1962年，总政治部整编，将青年部从组织部分出，将文化部从宣传部分出，并且增设国防科学工作部和直属工作部、管理局。
1968年10月，总政治部实行军事管制，总政组织部同时撤销。
1969年11月28日，总政治部及其下属单位（含总政组织部）恢复设立。总政治部机构设组织部、干部部、宣传部、保卫部、群众工作部、办公室。此后组织部一直保留。
2016年改革前，中国人民解放军总政治部组织部下设有：组织局、青年局、党务局等。
在深化国防和军队改革中，2016年1月中国人民解放军总政治部撤销，成立中央军委政治工作部，下设中央军委政治工作部组织局。

## 历任局长
中国人民解放军总政治部组织部部长
1. 萧华 上将（1950年4月—1952年1月）（总政第二副主任兼）
2. 潘自力（1952年1月任命，未到职）
3. 刘其人 少将（1956年1月—1961年1月）
4. 梁必业 中将（1960年12月—1964年10月）（总政第五副主任兼）
5. 刘西元 中将（1964年10月—1967年6月）
6. 李宝奇（1969年12月—1972年5月）
7. 梁济民（1972年6月—1975年7月）
8. 张伯祥（1975年7月—1980年12月）
9. 李灿（1980年12月—1985年2月）
10. 刘仕楚（1985年2月—1986年5月）
11. 崔毅（1986年5月—1988年2月）
12. 张宝康（1988年6月—1990年6月）
13. 邓正明 少将（1990年6月—1997年10月）
14. 喻林祥 少将（1997年10月—2000年10月）
15. 范印华 少将（2000年12月—2002年1月）
16. 张铁健 少将（2002年1月—2005年7月）
17. 王祥富 少将（2005年7月—2008年12月）
18. 柴绍良 少将（2008年12月—2011年7月）
19. 秦生祥 少将（2011年8月—2012年12月）
20. 方向 少将（2012年12月—2015年7月）

中国人民解放军总政治部青年部部长
1. 王宗槐 中将（1950年6月—1956年8月）
2. 辛国治 少将（1961年1月—1969年11月）

| 中央军委政治工作部组织局局长 1. 商亚恒 少将（2016年—2019年） 2. 江一顺 少将（2020年—2024年） 3. 聂建忠 少将（2024年—） | 中央军委政治工作部组织局副局长 - 苏宏斌（2016年—） |